# Медичний пункт

Дорожній знак 6.1 «Пункт першої медичної допомоги»

Меди́чний пункт (медпункт, пункт першої/швидкої/невідкладної медичної допомоги, іноді здоровпункт) — установа, призначена для проведення лікувально-профілактичної роботи. Створюється з метою медичного обслуговування працівників, осіб, що навчаються, або відвідувачів на підприємствах, в навчальних закладах, у військових частинах, оздоровчих таборах, будівельних загонах, на станціях метрополітену, вокзалах, в аеропортах тощо.
Медичним пунктом називають також етапи медичної евакуації військ, що діють (батальйонний, полковий, дивізійний медпункт).

## Статті
- Організація роботи медичного пункту батальйону в сучасному бої [Архівовано 9 листопада 2016 у Wayback Machine.]
- Медичний пункт на підприємстві [Архівовано 4 березня 2016 у Wayback Machine.] (рос.)